# قضاميات
القضّاميات، وتسمى أحيانًا خنافس الاختفاء (الاسم العلمي: trogidae) (بالإنجليزية: Hide beetles)‏، فصيلة حشرات من غمديات الأجنحة صفيحيات القرون. تضم 300 نوعًا وخمسة أجناس، جميعها صغيرة القد محدودبة. قوتها المواد العضوية أخصها الريش والصوف والوبر والشعر واللحوم الجافة.